# Gallenkirch
Gallenkirch (schweizertyska: Gallecherch) är en ort i kommunen Bözberg i kantonen Aargau, Schweiz. Orten var före den 1 januari 2013 en egen kommun, men slogs då samman med kommunerna Linn, Oberbözberg och Unterbözberg till den nya kommunen Bözberg.
Gallenkirch var en av Aargaus minsta kommuner sett till invånarantalet. Orten ligger cirka 8 kilometer väster om Brugg.